# 克里斯托弗·亚历山大
克里斯托弗·亚历山大（英語：Christopher Wolfgang Alexander，1936年10月4日—2022年3月17日）是美籍英国建筑师，加州大学伯克利分校的终身教授。亚历山大生於奧地利维也纳，並於英格兰长大。